# Deutsche Einband-Meisterschaft 1971/72

Veranstaltungsort: Oberhausen

Die Deutsche Einband-Meisterschaft 1971/72 ist eine Billard-Turnierserie und fand vom 28. bis zum 30. Januar 1972 in Oberhausen zum 19. Mal statt.

## Geschichte
Durch eine Niederlage gegen Norbert Witte war es für Günter Siebert fast unmöglich gewesen den Titel zu verteidigen. Im letzten Match gegen den neuen Meister Dieter Müller hätte er mit mindestens 80 Punkten Vorsprung gewinnen müssen. Es reichte aber nur zu einem Unentschieden. Somit gewann Müller seinen ersten deutschen Titel im Einband. Überraschend Dritter wurde der Münchener Peter Sporer.

## Modus
Gespielt wurde im Round Robin-Modus bis 200 Punkte.
Die Endplatzierung ergab sich aus folgenden Kriterien:
1. Matchpunkte
2. Generaldurchschnitt (GD)
3. Bester Einzeldurchschnitt (BED)
4. Höchstserie (HS)

## Teilnehmer (nach Ausgangsklassement)
1. Günter Siebert (Bfr. Sterkrade-Heide), Titelverteidiger (5,08)
2. Siegfried Spielmann (Düsseldorfer Bfr. 54) (5,60)
3. Dieter Müller (Billardakademie Berlin) (5,07)
4. Norbert Witte (BG Bottrop 24) (4,66)
5. Werner Naruhn (BC Gelsenkirchen-Feldmark 1934) (3,49)
6. Peter Sporer (BSV München) (3,21)

## Abschlusstabelle
| MP    | Match Points (Sieger = 2; Unentschieden = 1; Verlierer = 0) |
| Pkte. | Erzielte Karambolagen                                       |
| Aufn. | Benötigte Versuche                                          |
| GD    | Generaldurchschnitt                                         |
| BED   | Bester Einzeldurchschnitt eines Spielers                    |
| HS    | Höchstserie                                                 |
|       | Bester GD des Turniers                                      |
|       | Bester ED des Turniers                                      |
|       | Beste HS des Turniers                                       |
|       | 1. Platz (Gold)                                             |
|       | 2. Platz (Silber)                                           |
|       | 3. Platz (Bronze)                                           |

| Endklassement             | Endklassement       | Endklassement | Endklassement | Endklassement | Endklassement | Endklassement | Endklassement | Endklassement | Endklassement |
| Platz                     | Name                | MP            | Pkte.         | Aufn.         | GD            | BED           | HS            |               |               |
| ------------------------- | ------------------- | ------------- | ------------- | ------------- | ------------- | ------------- | ------------- | ------------- | ------------- |
| 1                         | Dieter Müller       | 9:1           | 1000          | 155           | 6,45          | 7,69          | 67            |               |               |
| 2                         | Günter Siebert      | 7:3           | 942           | 158           | 5,96          | 7,69          | 48            |               |               |
| 3                         | Peter Sporer        | 6:4           | 878           | 198           | 4,43          | 5,40          | 29            |               |               |
| 4                         | Siegfried Spielmann | 4:6           | 926           | 189           | 4,89          | 5,26          | 36            |               |               |
| 5                         | Norbert Witte       | 4:6           | 792           | 163           | 4,85          | 7,14          | 31            |               |               |
| 6                         | Werner Naruhn       | 0:10          | 684           | 193           | 3,54          | –             | 33            |               |               |
| Turnierdurchschnitt: 4,94 |                     |               |               |               |               |               |               |               |               |